# Município de Williamsburg (condado de Rockingham, Carolina do Norte)
O município de Williamsburg (em inglês: Williamsburg Township) é um localização localizado no  condado de Rockingham no estado estadounidense da Carolina do Norte. No ano 2010 tinha uma população de 4.464 habitantes.

## Geografia
O município de Williamsburg encontra-se localizado nas coordenadas 36° 17′ 16,49″ N, 79° 36′ 27,1″ O.